# Mechanická střelná zbraň

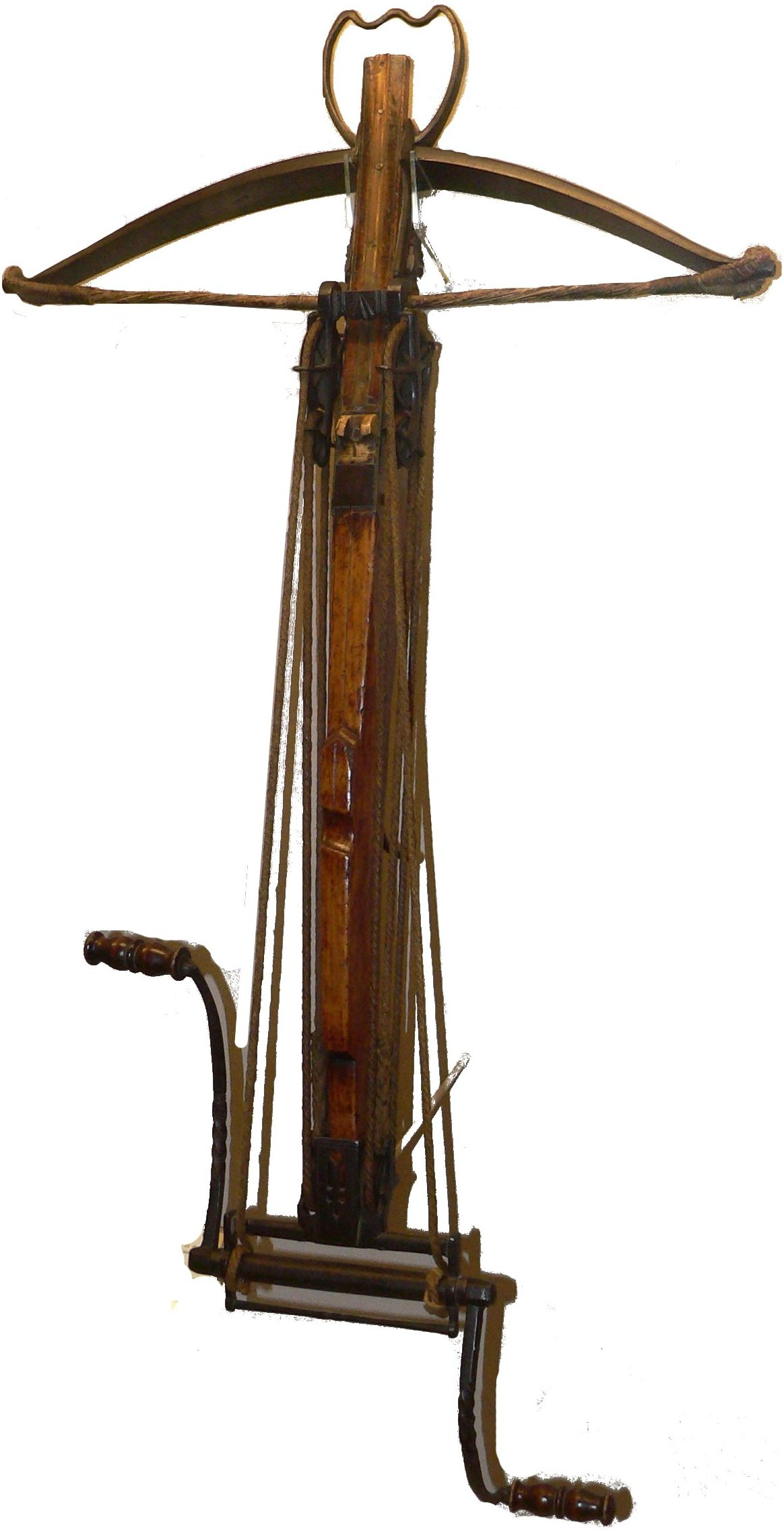
Kuše - mechanická střelná zbraň

Definice podle přílohy k zákonu č. 119/2002 Sb. o střelných zbraních a střelivu:

Mechanická zbraň - střelná zbraň, u které je funkce odvozena od okamžitého uvolnění nahromaděné mechanické energie. Dle definice zákona č.119/2002 Sb byly střelné zbraně zbraní kategorie D za předpokladu, že její napínací síla byla větší než 150 N. 
Patří mezi ně například:
- Luk
- Kuše
- Prak
- Balista
- Katapult
- Trebuchet

V novele zákonu č.119/2002 v aktuálním znění ze dne 24.7.2021 s účinností od 31.1.2022 již nejsou mechanické střelné zbraně zahrnuty. 